# Parque natural Rieserferner-Ahrn
El Parque natural Rieserferner-Ahrn (en alemán: Naturpark Rieserferner-Ahrn; en italiano:Parco naturale Vedrette di Ries-Aurina) es una reserva natural en el Tirol del Sur, al norte del país europeo de Italia.
El Rieserferner - Ahrntal se caracteriza por altas montañas con cumbres escarpadas y hábitat marginal de hielos eternos para los animales y las plantas, y también para los seres humanos. Los lagos de montaña y cascadas, rocas, como el la ventana Tauern Zentralgneis y la Rieserfernertonali, animales como águilas reales y halcones peregrinos, plantas como el sauce enano son algunas de las características del parque. 